# Hommagodnahalli, Hassan
Hommagodnahalli là một làng thuộc tehsil Hassan, huyện Hassan, bang Karnataka, Ấn Độ.